# (1230) Riceia
(1230) Riceia és l'asteroide número 1230 situat en el cinturó principal. Va ser descobert per l'astrònom Karl Wilhelm Reinmuth des de l'observatori de Heidelberg, Alemanya, el 9 d'octubre de 1931. La seva designació alternativa és 1931 TX1. Està anomenat en honor de l'astrònom aficionat nord-americà Hugh Rice, qui fou director del Museu Americà d'Història Natural.